# Климов Віталій Вікторович
Віта́лій Ві́кторович Кли́мов (нар. 4 вересня 1966 р. у Києві) — український музичний продюсер та кліпмейкер. Відомий завдяки співпраці з гуртами «Табула Раса», «Океан Ельзи», співачкою Альоною Вінницькою.
Крім роботи з артистами, займається продюсуванням відео- та кінопродукції, режисурою музичних кліпів. Працював редактором, журналістом, ведучим та продюсером на українських телевізійних каналах, редактором та журналістом в українських друкованих ЗМІ. Був одним з учасників відомого наприкінці 1980-х-початку 1990-х українського рок-гурту «Банита Байда».
Член Наглядової ради Громадської організації «Українська агенція з авторських та суміжних прав» (ГО «УААСП») [Архівовано 30 липня 2018 у Wayback Machine.].

## Біографія

### Юність, перші музичні досвіди
Народився 4 вересня 1966 року в Києві. Спочатку планував бути футболістом — грав у дитячих київських ДЮСШ «Темп», «Більшовик» та «Арсенал». Зважаючи на сімейні традиції, вирішив зайнятися журналістикою. Закінчив факультет журналістики Київського державного університету ім. Т. Шевченка. З 1988 року й до середини 1990-х працював на українських телеканалах, писав для газет «Молода Гвардія», «Комсомольское Знамя», журналу «Ранок», був редактором музичної рубрики газети «Теленеделя».
Паралельно с навчанням на перших курсах університету разом з однокурсником та близьким другом Ігорем Кулясом (син журналіста і викладача Павла Куляса),  який згодом став медіаекспертом та спеціалістом з налаштування інформаційних служб на телебаченні та радіо, а також товаришем Ігоря Тарасом Бойком (син Володимира Івановича Бойка, ведучого соліста хору ім. Верьовки) заснував аматорський гурт «Троє». Учасники колективу складали пісні на власні тексти, а також використовували поезію імажиніста Вадима Шершеневича.
Під час проходження служби в армії продовжував займатися музикою в складі армійського ВІА як вокаліст та гітарист.
Після повернення з армії за запрошенням Тараса Бойка приєднався до рок-гурту «Банита Байда». Гурт був одним з найбільш впливових представників нової української рок-музики, переможцем фестивалю «Вивих-90», українська діаспора постійно запрошувала колектив на концерти.
При цьому Віталій продовжував робити кар'єру журналіста, не задумуючись ані про те, щоб стати професійним музикантом, ані про те, щоб розвиватися в ролі музичного продюсера.
…Я вже працювавав на півставки на телебаченні (до того ж, у редакції науково-популярних програм), абсолютно не замислюючись про музичну кар'єру. Все, що зі мною відбувалося, сприймалося більше, наче якийсь прикол. Про продюсування в ті часи взагалі ніхто нічого не чув. Та оскільки я в зв'язку з роботою був «інтегрований» у медійні структури, мені довелося нести хрест менеджера на собі. […] Це було не важко: я знаходився «всередині» Українського державного телебачення, там же знаходилося Українське державне радіо. Жодних інших радіо- та телеканалів за тих часів не існувало.— Віталій Климов
На початку 1990-х Віталій Климов захопився виробництвом відео. Залишивши державне телебачення, брав участь у створенні одного з перших незалежних київських телевізійних каналів «Мегапол» і паралельно разом із друзями створив продакшн-хаус Master Video. Робота з відео досі є істотною частиною його життя.

### Фестиваль «Чорна рада»; хіт-парад «Топ-Гарт»
Під час роботи над телевізійним сюжетом Віталій Климов познайомився з вченим, бізнесменом та меценатом Володимиром Сімоновим.
У Володимира було (та, мабуть, і зараз є) те, що я називаю іноваційним мисленням. […] Сімонов із задоволенням допоміг нашому гуртові грошима на запис […], а потім ще й захопився ідеєю проведення фестивалю незалежної музики «Чорна Рада».— Віталій Климов
На сцені фестивалю виступали значущі музичні виконавці та колективи різних жанрів з усього СРСР (Валентина Пономарьова, «Апрельский Марш», «Ночной Проспект», «Колезький Асесор», «Цвіркунове Число» [Архівовано 2 червня 2015 у Wayback Machine.], «Іванов Даун», «Біокорд», «Ерджаз», «Годзадва», «Чужий»). Одним із запрошених гостей був російський музичний критик Артемій Троїцький.
В 1990 році колегам Віталія Климова за Українським державним телебаченням Олександру Ткаченкові (також однокурсник з факультету журналісики; згодом Ткаченко став генеральним директором телеканалу «1+1»), Василю Яцурі (згодом став організатором щорічного телеярмарку), Володимирові Нечипоруку (згодом став організатором щорічних тижнів моди в Україні) та Ользі Кислій (згодом стала співробітником телеканалу СТБ) спало на думку заснувати перший в УРСР національний телевізійний хіт-парад, що вбирав би в себе всі жанри сучасного музичного мейнстріму. Віталій Климов увійшов до складу команди, що працювала над цим проектом.
Хіт-парад називався «Топ-Гарт» [Архівовано 30 червня 2015 у Wayback Machine.] та виходив як додаток до телепередачі «Гарт», що протягом тривалого часу транслювалася на УТ. Завдяки хіт-параду, в ефірі національного телебачення вперше з'явилися донецький рок-гурт «Дикий Мёд», харківський колектив «Разные Люди», київський гурт Jolly Jail [Архівовано 5 березня 2016 у Wayback Machine.], вокалістом якого був Олексій Піддубний, який через декілька років очолив популярний гурт «Джанго». За словами Климова, «Топ-Гарт» остаточно переконав його в тому, що в Україні можна «просувати» актуальну музику.
Під час роботи над «Топ-Гартом» Климов познайомився з Ростиславом Штиньом, який був одним з перших українських діячів шоу-бізнесу. Фестиваль «Пісенний Вернісаж-92. Нова українська хвиля», який проводився компанією Штиня «Ростислав-шоу», наштовхнув Климова на думку про те, що він, Віталій, можливо, з часом займатиметься чимось подібним систематично.

### Гурт «Табула Раса»
У 1993 році до Віталія Климова звернувся соліст гурту «Табула Раса» Олег Лапоногов з проханням зробити кліп на його нову пісню "Шейк «Шей Шей» [Архівовано 26 березня 2016 у Wayback Machine.]. Після деяких роздумів Віталій, а також його колеги, які були задіяними у зйомці кліпу, вирішили здійснити з гуртом більш глобальний проект. Саме завдяки співпраці з гуртом «Табула Раса» Віталій отримав «офіційне звання» продюсера.
…На дворі стояли 90-ті роки, треба було якось заробляти гроші. Навіщо без якоїсь очевидної перспективи заробітку знімати безкоштовне відео навіть на дуже гарну пісню?

Ми замислилися над тим, який прибуток можна отримати від співпраці з гуртом «Табула Раса». Зрештою колеги за відеопродакшном вирішили, що в питаннях заробітку я розбираюся краще, ніж вони, та запропонували мені самому поміркувати про все це. Умовно кажучи, я став продюсером мимоволі під час зйомок відео на пісню "Шейк "Шей Шей "[…]. Вже потім, з часом, коли ми почули, що, мовляв «хтось є продюсером когось», то вирішили, що саме так можна позначити мою «посаду».— Віталій Климов
Віталій Климов продюсував гурт «Табула Раса» з 1993 по 1998 роки. У цей період колектив вийшов з андеграунду й перетворився на всенародних улюбленців. За сприяння Віталія була налагоджена співпраця з великими міжнародними й національними брендами (Camel, Lion (Nestle), Смак), які були спонсорами команди під час проведення турів. В активах гурту «Табула Раса» з'явилося декілька відеокліпів, що регулярно транслювалися провідними телеканалами країни. Під керівництвом Климова було записано й видано альбоми «Radiodonor» (компанія Western Thunder), «Сказка про май», «Бетельгейзе» (компанія Nova Records).

### Гурт «Океан Ельзи»
Ще не припинивши співпраці з гуртом «Табула Раса», в 1997 році Віталій Климов взявся за «розкрутку» «Океану Ельзи» — молодого колективу зі Львова. Ідею співпраці з новим гуртом запропонував один з маркетологів торгової марки «Смак» (соки) Андрій Авраменко. Ця торгова марка входила до великого холдингу Анатолія Юркевича «Банкомзв'язок». Авраменка надихнули успіхи Климова в роботі з командою Олега Лапоногова. Саме холдинг Юркевича й став інвестором проекту.
Якісь знайомі запропонували мені: слухай-но, «Табула Раса» добре йде — давай, ще якийсь рок-гурт «розкрутимо»! Я засумнівався: мовляв, треба для цього якісь гроші знайти, кажу. Мені відповідають: давай, знайдемо гурт — а гроші є.

Я почав пригадувати всі колективи, що мав на прикметі. Після успіхів з «Табулою» мені постійно надсилали якісь демки. От і згадав про гурт «Океан Ельзи» — тим більше, що у мене залишилися гарні спогади про їхній виступ на розігріві у «Табули». […]
Я ще раз витягнув із схованки їхню стару касету «Будинок зі скла», переслухав. Подумав: непогано, начебто, звучить.[…]

Передав я запис інвесторам для прослуховування, прийшов на особисту зустріч із ними. Вони мені й кажуть: ми, мовляв, цей Ваш запис взагалі не зрозуміли. Але, з іншого боку, усвідомлюємо, що ми в питаннях сучасної музики повні профани. Тому готові довіритися Вашому смакові, професіоналізму тощо— Віталій Климов
Завдяки наявності інвестицій гурт «Океан Ельзи» зміг переїхати до Києва. Протягом восьми місяців перебування в столиці команді вдалося вийти на рівень серйозних концертних гонорарів. Протягом півтора років після початку співпраці з Климовим «Океан Ельзи», завдяки підтримці з боку компанії Nova Records, її ідеолога Валерія Тверського та російської компанії Real Records (за особистою активною участю Олени Михайлової та Михайла Козирєва. Під керівництвом Климова гурт записав та видав альбоми «Там, де нас нема» і «Янанебібув», відзняв перші професійні відеокліпи, що отримали активну ротацію на українському та російському телебаченні. За сприянням Віталія було організовано виступи гурту в клубах Парижу (MCM Cafe) та Лондону, що широко освітлювалися українськими ЗМІ. Саме в Лондоні Климов відзняв кліп «Той День», працюючи над ним як режисер. Також було відзнято та продемонстровано на телебаченні концерт-презентацію альбому «Янанебібув», що досі вважається спільнотою прихильників «Океану Ельзи» одним з найкращих концертних відео гурту.
Спеціально для «розкрутки» «Океану Ельзи» створили PR-аґенцію «PromoOcean», провідними співробітниками якої були Віталій Бардецький (у минулому прес-аташе аґенції «Ростислав-шоу», головний редактор журналу «Новий рок-н-рол», згодом концертний букер, один із засновників та артдиректор київського клубу«Хlіб») і Юрій Нікітинський (згодом дитячий письменник і сценарист). Надалі аґенція брала участь у «розкрутці» української популярної групи «Ла-Манш», трек якої, як і треки «Океану Ельзи» є в саундтреку до художньої стрічки «Брат 2». Та сама аґенція опікувалася промо всього каталогу артистів Nova Records.

### Альона Вінницька
У 2003 році Віталій вивів на український музичний ринок співачку та автора пісень Альону Вінницьку, що раніше була відома широкому загалові за участю в поп-гурті ВИА Гра. Робота з Вінницькою тривала два роки. За участю Климова було записано дебютний альбом «Рассвет», відзнято кілька відеокліпів. Було підписано контракт на альбом з ліцензіаром Universal Records — компанією Ukrainian Records. Виконавиці успішно вдалося позбутися іміджу поп-вокалістки й запам'ятатися публіці в новому амплуа рок-діви.
За словами Віталія Климова, саме рок-музика була тим матеріалом, з яким Вінницька від самого початку хотіла виступати перед аудиторією. Тому проблем в процесі переробки іміджу не виникло.
…Суспільством Альона Вінницька сприймалася як колишня учасниця попсового колективу. Насправді вона з ранньої юності була дівчиною, яка любила рок-музику і тусувалася з рок-музикантами. […] Зрозуміло, що Альона — жінка, з усіма притаманними справжній жінці властивостями. «Але ВИА Гра» — швидше, випадковість в її творчій біографії, ніж закономірність.

Тому дебютний альбом Альони «Рассвет» було робити дуже легко. Нам не треба було щось вигадувати — ми всі разом робили те, що Вінницькій самій хотілося робити. […] Ми свідомо «ліпили» якусь подобу скандинавського жіночого року а-ля The Cardigans — на той момент для України це було чимось новим.— Віталій Климов

### Інші проєкти
Віталій Климов працював більш ніж з десятком музичних гуртів і солістів. Гурт «Еліксир» став першим українським колективом, що здійснив зведення своїх пісень в легендарній лондонській студії Abbey Road. В Україні протягом певного часу серед улюбленців радіостанцій був колектив Gouache, фактично створений за участі Климова.
Деякий час паралельно з «Океаном Ельзи» Віталій Климов продюсував гурт «Ла-Манш». Колектив змушений був припинити існування через нестачу коштів. Однак саме завдяки цьому гуртові почався київський етап кар'єри відомого українського саунд-продюсера Віталія Телезіна:
Музичний продюсер «Ла-Манш» Дмитро Ципердюк переконав мене в тому, що йому дуже потрібен Віталій для спільної роботи. Ми внесли приїзд Телезіна в Київ до кошторису проекту. Віталій потрапив на очі саунд-продюсеру Євгену Ступці, який керував студією. Ступка запропонував Телезіну затриматися в столиці для роботи над іншими проектами.— Віталій Климов
Однією з найнесподіваніших підопічних Климова була Народна артистка України Наталія В'ячеславівна Сумська, якою Віталій опікувався, паралельно працюючи з гуртом «Табула Раса».
Пам'ятаю, я регулярно приходив до Сумської з питань співробітництва в театр ім. Івана Франка з банданою на голові і ловив на собі здивовані погляди її колег — у тому числі померлого вже Богдана Ступки. Всі вони, відверто кажучи, дуріли від появи подібного персонажа в буфеті театру. Це, звичайно, було дуже смішно. Я вже мовчу про те, як дивилися на мене різного роду шановані чиновники, з якими ми стикалися, виступаючи на міських заходах … Знають, що я продюсер, нічого мені зробити не можуть, але по очах видно: хочуть послати, куди подалі. Брехати не буду: я отримував від усього цього насолоду! — Віталій Климов
Завдяки роботі над реміксом Олени Вінницької «Измученное Сердце Gorchitza RMX» відбувся переїзд з Миколаєва до Києва Олексія Лаптєва (Gorchitza Live Project): на його роботу звернув увагу Євген Ступка і запросив до своєї студії.

Віталій Климов продовжує епізодично співпрацювати з деякими зі своїх колишніх підопічних як продюсер, допомагаючи їм здійснювати реалізацію конкретних проектів. У 2011 році Віталій сприяв промо сольного проекту Святослава Вакарчука «Брюссель», в 2013-му — альбомові й туру «Океану Ельзи» «Земля», в 2014-му — ювілейному турові «Океану Ельзи».
У 2013—2015 роках виступив як радник Святослава Вакарчука на талант-шоу «Голос країни-3,4,5».
У 2013 році допоміг здійснити запис і просування синглу «Кругом вода» гурту «Табула Раса». Цікаво, що до запису однієї з робочих версій композиції був запрошений як саунд-продюсер екс-гітарист «Океану Ельзи» Петро Чернявський.
У 2016 році просував альбом «#неубивай»Сергія Бабкіна та сингл «Не Моя» гурту Kozak System.
У 2016—2017 допомагав гурту Fontaliza (сингли «Відчувай» та «Не Сплю»).
З вересня 2017 року продюсує проект LETAY харківського музиканта Іллі Резнікова.
Голова українського журі Євробачення 2018 року.

## Музичне продюсування

### Віталій Климов стосовно музичного продюсування
Незважаючи на репутацію музичного продюсера, Віталій Климов вважає, що в шоу-бізнесі займається зовсім іншою справою. Він стверджує, що, згідно з термінологією, що є актуальною для країн, де шоу-бізнес більш розвинений, ніж в Україні, він виконує обов'язки менеджера, а не продюсера.
… На пострадянському просторі вихідна термінологія шоу-бізнесу є спотвореною. На Заході продюсером називають ту людину, яка відповідає виключно за творчий процес виробництва музики: синглів, альбомів і т.ін. Щодо фахівців, які виконують функцію, аналогічну до моєї, — контролюють процес роботи артиста в цілому — то їх зазвичай називають менеджерами.— Віталій Климов
Менеджер, на думку Климова, може виконувати функції продюсера тільки в тому випадку, коли він володіє відповідними знаннями в галузі виготовлення музичних композицій та фонограм.
Я такого не робив. Я брав участь у створенні альбомів, але вважаю, що мій рівень знань у даній сфері не дозволяє мені з належною мірою відповідальності називати себе продюсером в тому сенсі, в якому цей термін розуміють на Заході.— Віталій Климов
Згідно з твердженням Климова, співпраця з музичним артистом може відбутися лише тоді, коли артист достатньою мірою талановитий. Наявність у музиканта достатньої кількості коштів для входження до професійного шоу-бізнесу не є визначальним фактором для ухвалення рішення про спільну роботу.
…У моїй практиці бували випадки, коли я відраджував артистів — навіть досить талановитих — від того, щоб займатися шоу-бізнесом. Люди зопалу ладні були продавати квартири та брати кредити, аби «просунути» власну творчість. Я щиро прохав їх: будь ласка, не робіть цього. Адже я не можу надати вам жодних гарантій! Погодьтеся, не можна дати людині купу обіцянок — і в разі невдачі зруйнувати її долю.— Віталій Климов

### Найкращий музичний продюсер 1999 та 2000 років
У 1999 та 2000 роках Віталія Климова, згідно з рейтингом «ПРОФІ», було визнано найкращим музичним продюсером в Україні. За результатами рейтингу 2000 року, Климов на той час випередив таких своїх відомих колег, як Ігор Ліхута (продюсер співачки Таісії Повалий, 2-ге місце рейтингу), Юрія Нікітіна (засновник продюсерської компанії Mamamusic [Архівовано 28 жовтня 2017 у Wayback Machine.], що співпрацює з Іриною Білик, співаком та шоу-меном Андрієм Данилко (Вірка Сердючка) та ін., 4-те місце рейтингу), Костянтина Меладзе (продюсер співака Валерія Меладзе та гурту «ВІА Гра», 6-те місце рейтингу).

Рейтинг «ПРОФІ» проводився компанією «Єврошоу», що на момент 2000 року була єдиним професійним букінг-агентством, а також найбільш великим тур-оператором на території України.
Згідно з результатами того ж рейтингу, гурт «Океан Ельзи», справами якого на той момент опікувався Климов, посів 2-ге місце в номінації «Рок-гурт» (1-ше місце — група «Воплі Відоплясова»), 2-е місце в номінації «Поп-група» (1-е місце — група «Скрябін»), 3-е місце в номінації «Рок-концерт» (1-е місце — гурт «Воплі Відоплясова», 2-е місце — група «Green Grey»). Другий і найбільш свіжий на той час альбом групи «Океан Ельзи» «Янанебібув» посів у рейтингу «Рок-альбом» 2-е місце (1-ше місце — альбом «Хвилі Амура» гурту «Воплі Відоплясова»). До першої десятки тієї ж номінації ввійшов дебютний диск «Там, де нас нема» цього ж колективу, який було видано в 1998 році (8-е місце).

### Підопічні Віталія Климова
У різні періоди кар'єри Віталій Климов співпрацював як продюсер з наступними колективами та артистами:
- Біокорд [Архівовано 4 березня 2016 у Wayback Machine.]
- Наталія Сумська[8]
- Оксана Білозір
- Табула Раса
- Нічлава Блюз
- Варрава
- Олександр Никоряк
- Океан Ельзи
- Ла-Манш[9]
- Альона Вінницька[10]
- Еліксир
- Макет
- Лія Громова
- 4Kings
- Unformal (Азербайджан)[ru]
- Мурени
- Gouache

## Виробництво відео

### Віталій Климов щодо виробництва відео
На початку 1990-х Віталій Климов виступив у ролі співзасновника Master Video — першої на території України незалежної кліпмейкерской компанії. Крім музичних відео, компанія опікувалася зйомкою концертних фільмів, їхньою популяризацією на телевізійних каналах України, виготовляла телевізійну рекламу та промо-фільми.
У середині 1990-х Климов вийшов зі складу Master Video, не припиняючи брати активну участь у виробництві відео. Наразі Віталій керує продакшн-компанією «Укрфільтрест».
За словами Віталія Климова, виготовлення відеопродукції забирає набагато більше його робочого часу, аніж співпраця з артистами в ролі продюсера.
Продюсування перетворилося на шматочок мого життя — та в жодному разі не на головну його складову частину. Головним для мене було й залишається відео […] Відеовиробництво — своєрідний завод. Навіщо комусь потрібне ім'я директора заводу? Він не є публічною особою. Що ж до відомих музичних груп, то люди завжди цікавляться тією особою, що стоїть за їхнім успіхом […] Той факт, що продюсування, швидше, являє для цієї особи хобі, аніж головну справу життя, навряд чи когось турбує. Зрештою, сам продюсер на цю тему не дуже багато говорить.— Віталій Климов

### Відеокліпи
Як продюсер Віталій Климов зняв близько шести десятків музичних кліпів як для власних підопічних, так і для інших естрадних артистів. Під час зйомок деяких відео Климов також виконував роль режисера.
| Виконавець                        | Назва                                                                               | Режисер                                                         | Оператор                                                              |
| --------------------------------- | ----------------------------------------------------------------------------------- | --------------------------------------------------------------- | --------------------------------------------------------------------- |
| 4Kings                            | Имена                                                                               | Віталій Климов                                                  | Ігор Щербаков                                                         |
| 5'nizza                           | Самолёт [Архівовано 7 квітня 2017 у Wayback Machine.]                               | Максим Ксьонда                                                  | Володимир Шкляревський                                                |
| DVS                               | Crash Landing                                                                       | Олександр та Ігор Стеколенки                                    | Юрій Барсук [Архівовано 1 квітня 2022 у Wayback Machine.]             |
| Gouache                           | Love Song [Архівовано 30 березня 2021 у Wayback Machine.]                           | Олександр та Ігор Стеколенки                                    | Ярослав Пілунський                                                    |
| Gouache                           | Words                                                                               | Олександр та Ігор Стеколенки                                    | Олексій Цвілодуб                                                      |
| Gouache                           | Feel It [Архівовано 4 листопада 2015 у Wayback Machine.]                            | Євген Тимохін                                                   | Ярослав Пілунський                                                    |
| Gouache                           | C'est La Vie                                                                        | Віктор Придувалов                                               | Володимир Шкляревський                                                |
| Gouache                           | Simple Me                                                                           | Алан Бадоєв                                                     | Ярослав Пілунський                                                    |
| Gouache                           | 7 Секунд                                                                            | Віталій Климов                                                  | Дмитро Перетрутов [Архівовано 19 лютого 2020 у Wayback Machine.]      |
| Gouache                           | Тільки Любов Зупинить Час [Архівовано 25 січня 2014 у Wayback Machine.]             | Максим Ксьонда                                                  | Віген Вартанов                                                        |
| Gouache                           | Глубоководные                                                                       | Віктор Придувалов                                               | Денис Лущик                                                           |
| Kira Mazur                        | Я Би [Архівовано 19 грудня 2017 у Wayback Machine.]                                 | Максим Ксьонда                                                  | Олена Чеховська                                                       |
| Kozak System                      | Не моя (official lyric video) [Архівовано 7 квітня 2017 у Wayback Machine.]         | Віктор Придувалов                                               | Євген Креденцер                                                       |
| Kozak System                      | Така, Як Літо (official lyric video) [Архівовано 17 грудня 2021 у Wayback Machine.] | Віталій Климов                                                  | Андрій Євстратенко                                                    |
| Lama                              | Дим [Архівовано 20 вересня 2019 у Wayback Machine.]                                 |                                                                 |                                                                       |
| Lama                              | З Тим, Кого Любила [Архівовано 6 листопада 2015 у Wayback Machine.]                 | Олександр та Ігор Стеколенки                                    | Юрій Барсук                                                           |
| Lama                              | Світло І Тінь [Архівовано 22 березня 2015 у Wayback Machine.]                       | Євген Тимохін                                                   | Юрій Барсук                                                           |
| Leona (Леона Войналович)          | Аргументы [Архівовано 31 жовтня 2015 у Wayback Machine.]                            | Олександр Ігудін [Архівовано 17 серпня 2012 у Wayback Machine.] | Арсен Маклозян                                                        |
| Maxima (Юля Донченко)             | У Раю [Архівовано 1 листопада 2019 у Wayback Machine.]                              | Катя Царик [Архівовано 31 березня 2016 у Wayback Machine.]      | Юрій Король                                                           |
| Maxima (Юля Донченко)             | Золота Й Небесна Жінка                                                              | Олександр та Ігор Стеколенки                                    | Ярослав Пілунський                                                    |
| Stereolizza                       | Невидимки                                                                           | Віталій Климов                                                  | Ігор Щербаков                                                         |
| Олександр Пономарьов та Ані Лорак | 100 Kisses                                                                          | Олександр та Ігор Стеколенки                                    | Юрій Барсук                                                           |
| Альона Вінницька                  | Давай Забудем Всё [Архівовано 30 листопада 2016 у Wayback Machine.]                 | Віктор Придувалов                                               | Ярослав Пілунський                                                    |
| Альона Вінницька                  | Рассвет [Архівовано 30 листопада 2016 у Wayback Machine.]                           | Віктор Вілкс                                                    | Павло Володимирський [Архівовано 14 лютого 2017 у Wayback Machine.]   |
| Альона Вінницька                  | Измученное Сердце [Архівовано 15 січня 2020 у Wayback Machine.]                     | Олександр та Ігор Стеколенки                                    | Ярослав Пілунський                                                    |
| Альона Вінницька                  | 007 [Архівовано 16 травня 2015 у Wayback Machine.]                                  | Олександр Ігудін                                                | Арсен Маклозян                                                        |
| Аля Березюк                       | Відчути [Архівовано 24 лютого 2018 у Wayback Machine.]                              | Любомир Левицький                                               | Олексій Хорошко                                                       |
| Ані Лорак                         | Я Вернусь [Архівовано 14 лютого 2016 у Wayback Machine.]                            | Віталій Климов                                                  | Василь Сікачинський                                                   |
| Ауріка Ротару                     | Я Не Могу Без Тебя                                                                  | Джу Боа Шуа (Віталій Докаленко)                                 | Василь Сікачинський                                                   |
| Ауріка Ротару                     | Письмо [Архівовано 10 липня 2019 у Wayback Machine.]                                | Віталій Климов                                                  | Василь Сікачинський                                                   |
| Ауріка Ротару                     | По Любви                                                                            | Віталій Климов                                                  | Ігор Щербаков                                                         |
| Банита Байда                      | В Пивниці                                                                           | Олена Зборовська                                                | Андрій Слободян                                                       |
| Біокорд                           | Агрессия                                                                            | Віталій Климов, Наталя Довгополова                              | Андрій Слободян                                                       |
| Гайтана                           | Шахтёр — Чемпион [Архівовано 27 червня 2016 у Wayback Machine.]                     | Семен Горов                                                     | [Олексій Степанов]                                                    |
| Гарік Кричевський                 | Дальнобойщик [Архівовано 15 липня 2017 у Wayback Machine.]                          | Віталій Климов                                                  | Ігор Щербаков                                                         |
| Громова (Лія Громова)             | В Ночь                                                                              | Олександр Ігудін                                                | Арсен Маклозян                                                        |
| Ірина Білик                       | Так Просто [Архівовано 30 липня 2013 у Wayback Machine.]                            | Джу Боа Шуа (Віталій Докаленко)                                 | Ігор Щербаков, Василь Сікачинський                                    |
| Макет                             | Силы Ночи, Силы Дня [Архівовано 13 серпня 2016 у Wayback Machine.]                  | Віктор Придувалов                                               | Ярослав Пілунський                                                    |
| Макет                             | Тагана-Хора Гора                                                                    | Віктор Вілкс                                                    | Павло Володимирський                                                  |
| Мартов                            | Грустная Песня                                                                      | Семен Горов                                                     | Олексій Степанов                                                      |
| Мурени                            | Схожа На Осінь                                                                      | Семен Горов                                                     | Олексій Степанов                                                      |
| Мурени                            | Трек 22 [Архівовано 23 липня 2021 у Wayback Machine.]                               | Ігор Стеколенко                                                 | Ярослав Пілунський                                                    |
| Мурени                            | Забути                                                                              | Віктор Придувалов                                               | Юрій Барсук                                                           |
| Океан Ельзи                       | Там Де Нас Нема [Архівовано 14 лютого 2016 у Wayback Machine.]                      | Семен Горов                                                     | Олексій Степанов                                                      |
| Океан Ельзи                       | Сосни [Архівовано 14 березня 2018 у Wayback Machine.]                               | Семен Горов                                                     | Ігор Щербаков                                                         |
| Океан Ельзи                       | Відпусти [Архівовано 17 лютого 2016 у Wayback Machine.]                             | Андрій Некрасов                                                 | Майкл Гобел, Анатолій Лапшов, Сергій Тартишніков                      |
| Океан Ельзи                       | Той День [Архівовано 21 квітня 2019 у Wayback Machine.]                             | Віталій Климов                                                  | Ігор Щербаков                                                         |
| Океан Ельзи                       | На Лінії Вогню [Архівовано 8 липня 2015 у Wayback Machine.]                         | Семен Горов                                                     | Володимир Шкляревський                                                |
| Океан Ельзи                       | Стіна. Live [Архівовано 18 березня 2016 у Wayback Machine.]                         | Володимир Шкляревський, Віктор Придувалов                       | Володимир Шкляревський                                                |
| Океан Ельзи                       | Обійми [Архівовано 13 червня 2016 у Wayback Machine.]                               | Говард Грінхолл Ховард Грінхолл                                 | Енди Хорнер [Архівовано 1 листопада 2015 у Wayback Machine.]          |
| Океан Ельзи                       | Стріляй [Архівовано 12 серпня 2016 у Wayback Machine.]                              | Майк Брюс                                                       | Сальвадор Ллео Де Ла Фе [Архівовано 1 жовтня 2015 у Wayback Machine.] |
| Океан Ельзи                       | Rendez-Vouz [Архівовано 20 жовтня 2015 у Wayback Machine.]                          | Майк Брюс                                                       | Сальвадор Ллео Де Ла Фе                                               |
| Океан Ельзи                       | Життя Починається Знов [Архівовано 4 жовтня 2015 у Wayback Machine.]                | Володимир Шкляревський                                          | Володимир Шкляревський                                                |
| Океан Ельзи                       | Не йди [Архівовано 2 червня 2016 у Wayback Machine.]                                | Ігор Стеколенко                                                 | Володимир Шкляревський                                                |
| Оксана Хожай                      | Дождь [Архівовано 12 липня 2014 у Wayback Machine.]                                 | Джу Боа Шуа (Віталій Докаленко)                                 | Андрей Слободян, Ігор Щербаков, Василь Сікачинський                   |
| Святослав Вакарчук                | Airplane [Архівовано 28 квітня 2016 у Wayback Machine.]                             | Володимир Шкляревський                                          | Володимир Шкляревський                                                |
| Сергій Бабкин                     | Возьми Меня [Архівовано 6 листопада 2015 у Wayback Machine.]                        | Віктор Придувалов                                               | Володимир Шкляревський                                                |
| Сергій Бабкін                     | Пробач [Архівовано 27 листопада 2016 у Wayback Machine.]                            | Максим Ксьонда                                                  | Володимир Шкляревський                                                |
| Скрябін                           | Той Прикрий Світ [Архівовано 1 березня 2020 у Wayback Machine.]                     | Джу Боа Шуа (Віталій Докаленко)                                 | Василь Сікачинський                                                   |
| Табула Раса                       | Любимая Машина (1994 version)                                                       | Джу Боа Шуа (Віталій Докаленко)                                 | Ігор Щербаков                                                         |
| Табула Раса                       | Шейк «Шей Шей» [Архівовано 26 березня 2016 у Wayback Machine.]                      | Джу Боа Шуа (Віталій Докаленко)                                 | Василь Сікачинський                                                   |
| Табула Раса                       | Я Сошел С Ума [Архівовано 22 лютого 2022 у Wayback Machine.]                        | Семен Горов                                                     | Юрій Барсук                                                           |
| Табула Раса                       | Любимая Машина" (1996 version) [Архівовано 12 грудня 2019 у Wayback Machine.]       | Іван Кравчишин                                                  | Ігор Щербаков                                                         |
| Христина Соловій                  | Тримай [Архівовано 15 квітня 2016 у Wayback Machine.]                               | Максим Ксьонда                                                  | Ярослав Пілунський                                                    |
| Еліксир                           | Ніч                                                                                 | Віктор Вілкс                                                    | Павло Володимирський                                                  |
| Еліксир                           | Небесна Вода                                                                        | Віктор Вілкс                                                    | Павло Володимирський                                                  |
| Ерджаз                            | Чайная Церемония                                                                    | Віталій Климов, Наталя Довгополова                              | Андрій Слободян                                                       |

### Ігрові фільми
У середині 1990-х Віталій Климов спродюсировав розважальну телевізійну стрічку «Сказка о мальчиках», яку було присвячено Міжнародному жіночому дню 8-ме березня. Ідея фильму належала українському співакові та композитору Олександру Єгорову. Ключовими персонажами історії були діти, що виступали в образах популярних українських виконавців. У фінальній частині стрічки в кадрі з'являлися й самі виконавці, що співали разом з власними маленькими «двійниками».
В 2000-му році був генеральним продюсером мюзіклу «З Новим Роком!» (телеканал «Інтер», режисер Семен Горов) та мюзіклу, який було присвячено Міжнародному жіночому дню 8-ме березня (телеканал «Інтер», режисер Семен Горов).
В 2004 році Климов був одним з продюсерів чотирьохсерійного телевізійного фільму «Правдивая История об Алых Парусах». Стрічку було відзнято режисером Олександром Стеколенко за мотивами творів Олександра Гріна.

## Музична кар'єра
Віталій Климов грає на шестиструнній електрогітарі. Під час навчання в університеті та служби в армії співпрацював з аматорськими музичними колективами як гітарист і вокаліст, виконуючи як авторські композиції, так і кавер-версії популярних на той час шлягерів.
У 1988 році приєднався до рок-групі «Банита Байда», що була одним з перших україномовних колективів. Саме завдяки зв'язкам Климова вдалося знайти кошти на запис професійних платівок колективу: єдиного професійного альбому «… І парочка птахів» (1990), а також EP «Озеро Мар» (1991).
У складі групи Климов, здебільшого, виступає в ролі гітариста. Однак, на фестивалі в польському місті Сопот Віталій з волі обставин проявив себе як соліст колективу.
Наш бас-гітарист Дмитро Добрий-Вечір, що виконував один з наших найпопулярніших номерів — пісню «Різдвяна Балада», до того часу вже пішов з групи створювати нині існуючу команду «Вій». Мені довелося виконувати одну з вокальних партій Діми, оскільки ніхто з інших учасників групи не міг її «витягнути» — там є високі ноти. Чесно кажучи, ледве з цим впорався… Потім за сценою Тарас Чубай сказав мені: «Чувак, то ти ще й співати вмієш?!» На що я йому відповів: «Не край мені серце! Ходімо ліпше, горілки вип'ємо».— Віталій Климов
Після виходу зі складу «Банита Байда» в 1990 році деякий час займався власною кар'єрою сольного виконавця. У співпраці з різними музикантами, серед яких були учасники груп «Скрябін» і «Біокорд», а також гітарист і композитор Роман Суржа, записав три композиції в різній музичній стилістиці. На одну з пісень було відзнято концертний відеокліп.
Як сольний виконавець фігурує в телевізійному фільмі «Казка про хлопчиків» разом із іншими зірками української естради.
Брав участь у записі альбому «Казки» групи «Скрябін»: придумав та виконав гітарну партію в композиції «Я живу».

## Кар'єра журналіста
Віталій Климов почав підготовку до журналістської кар'єрі ще в юні роки, вступивши на факультет журналістики Київського державного університету ім. Т. Шевченка (Київський національний університет ім. Т. Шевченка). Спочатку Климов планував бути спортивним журналістом, проходив першу студентську практику в «Спортивній газеті» (м. Київ).
Музичною журналістикою захопився після знайомства влітку 1987-го року в Сімферополі в рамках журналістської роботи з Юрієм Шевчуком,
Ru: Борзыкин, Михаил Владимирович
Віктором Цоєм, Костянтином Кінчевим та Олександром «Рікошетом» Аксьоновим, а також одним з керівників Ленінградського рок-клубу Ніною Баранівською.
Журналістський диплом Віталія Климова присвячено структурі телевізійного журналу (на прикладі програм «Взгляд» і  «До и после полуночи»), як додаток — ефірна програма, яку присвячено теорії ноосфери Вернадського, явищу полтергейста, некласичним системам харчування й екстрасенсорики.
Климов — єдиний студент факультету журналістики Київського державного університету, який проходив практику в Ленінграді (літо 1989 року, часи розквіту Ленінградського телебачення, програма «Открытая дверь»).
Працював редактором у Головній редакції науково-популярних програм Українського телебачення ( УТ-1), потім ведучим телевізійної музичної програми «Фантон» (спільне виробництво Головної редакції науково-популярних програм УТ-1 і компанії «Master Video»), ведучим однієї з рубрик телепередачі «Від перехрестя до успіху» на каналі ICTV, продюсером музичних програм першого київського кабельного незалежного телеканалу «Мегапол», редактором музичного розділу київського випуску газети «Теленеделя», ведучим рубрики «Музичні новини» спільної ранкової програми телеканалів «ТЕТ» і«ТВ Табачук».
У 2001—2002 рр. був генеральним продюсером супутникового телеканалу«Enter».

## Сім'я
Розлучений. Від шлюбу є син Мар'ян (1989 р.н.) — програміст.

## Цікаві факти
- Під час служби в Радянській армії був звинувачений Особливим відділком корпусу за пропагування «буржуазно-філософських ідей» (підставою стала «самвидавна» газета «Вечірній Вермонт», що пародіювала стандарти верстки і штампи «радянської журналістики» й випускалася до армії групою однокурсників, а також доноси армійських товаришів за службою щодо бесід, які було присвячено ідеям та творам Сартра, Камю, Ніцше і Хайдеггера). Справу було закрита завдяки особистій участі начальника Особливого відділу, який, мабуть, відчував «дихання перебудови».[1]
- Вперше з'явився в телевізійному кадрі як постійний ведучий рубрики «Афіша» в «Новинах» Кримської редакції Державного телебачення УРСР влітку 1989-го року.
- У 1996-му році коментував разом з легендарним радянським тренером з боксу Михайлом Михайловичем Зав'яловим міжнародні боксерські поєдинки за участю українських спортсменів на каналі УТ-1.
- Запис однієї з сольних пісень Віталія Климова здійснював Олександр Ксенофонтов — майбутній чоловік співачки Руслани, яка отримала перемогу на Євробаченні в 2004 році. На той момент Ксенофонтов працював звукорежисером у студії звукозапису «Студія Лева» (м. Львів).
- У середині 90-х, під час одного з відповідальних виступів гурту «Табула Раса» в Одесі успішно підміняв концертного звукорежисера, який отримав харчове отруєння, а на святкуванні Нового, 1998-го року, в одному з київських клубів — бас-гітариста — з тієї ж причини.[2]
- Бізнес-план просування гурту «Океан Ельзи» Віталій Климов складав протягом двох місяців, спираючись на бізнес-план будівництва заводу — зразок, що був наданий інвесторами.[3]
- Один з найпомітніших звукових ефектів у пісні «Там, де нас нема» гурту «Океан Ельзи» — «ділей» («відлуння», повтор) в рефрені приспіву — частково є заслугою Віталія Климова. Коли композицію було вже практично зведено, втомлений звукорежисер Дмитро Іваней випадково ввімкнув ефект «ділея» на вокалі. Климову ефект сподобався. Він наполіг на тому, щоб «помилку» залишили в міксі.[1]
- За власним визнанням Климова, одного разу він отримав 200 тис. доларів готівкою в «мішку» від музикантів, які хотіли стати його підопічними. Однак, ознайомившись з творчістю претендентів на спільну роботу, Климов від співпраці відмовився і гроші повернув.[3]